# Sonja Perstedt
Sonja Perstedt, född Leidman 23 augusti 1925 i Vänersborg, död 24 juni 1997 i Solna församling, var en svensk textilkonstnär. 
Hennes konst består av ett fritt broderi i abstrakta former samt gobelänger och tygmosaik. Perstedt är representerad i Södertälje kommun och Gotlands kommun. 